# Gorka Maneiro Labayen
Gorka Maneiro Labayen (Sant Sebastià, 11 de novembre de 1974) és un polític espanyol. És l'actual líder i Portaveu d'Unió, Progrés i Democràcia (UPyD) a nivell estatal i, a més, ha sigut diputat d'aquesta formació al Parlament Basc entre 2009 i 2016.
A causa de la dimissió d'Andrés Herzog, assumí els càrrecs de coordinador de la gestora nacional d'UPyD i de portaveu interí d'UPyD des del 16 gener 2016 fins al 2 d'abril de 2016, quan el partit celebrà un Congrés Extraordinari per escollir el nou Consell de Direcció, al qual van presentar-se dues candidatures: Seguim, encapçalada per Fernando Castellano, i Avant!, encapçalada pel mateix Gorka Maneiro. Gorka Maneiro esdevinguí el nou Portaveu d'UPyD després que la seva candidatura, Avant!, assolís el 83,2% dels vots enfront del 7,2% de la candidatura Seguim i del 9,6% de vots en blanc.
Va ser candidat a la Presidència del Govern d'UPiD en les eleccions generals d'Espanya de juny de 2016 per la circumscripció de Madrid.